# Aldertjärnen (Hörnefors socken, Västerbotten, 706394-170052)
Aldertjärnen är en sjö i Umeå kommun i Västerbotten och ingår i Hörnån-Öreälvens kustområde.